# Grimmareds landskommun
Grimmareds landskommun var en tidigare kommun i dåvarande Älvsborgs län.

## Administrativ historik
Kommunen inrättades i Grimmareds socken i Marks härad i Västergötland när 1862 års kommunalförordningar trädde i kraft. Vid kommunreformen 1952 uppgick den i Kungsäters landskommun som 1971 gick upp i nybildade Varbergs kommun och ändrade då också länstillhörighet till Hallands län.